# سنجاب خاکستری مکزیکی
سنجاب خاکستری مکزیکی (نام علمی: Sciurus aureogaster) نام یک گونه از سرده سنجاب است.